# Reteitalia
Reteitalia (anche Rete Italia) S.p.A. è stata una società di produzione e distribuzione cinematografica appartenente al gruppo Fininvest di Silvio Berlusconi, costituita nel 1979 e chiusa nel 2002.

## Storia
Reteitalia nacque il 30 gennaio 1979, per acquistare diritti e produrre programmi televisivi da trasmettere sulle reti televisive del gruppo Fininvest. Fin dalla fondazione, è stata presieduta da Carlo Bernasconi che, nel 1995, passò alla carica di presidente della Medusa Film.
Nel corso degli anni ottanta diventò un'importante e molto attiva casa di produzione e distribuzione cinematografica, arrivando a produrre oltre 200 tra film, film per la TV, serie televisive e cartoni animati. Alcuni di questi prodotti sono stati distribuiti per il solo mercato home video. Nel 1983 acquistò l'intero catalogo della Cineriz.
Inoltre, la società controllava direttamente, a parte la stessa Medusa Film, l'A.C. Milan e il Teatro Manzoni di Milano, 
Reteitalia diventò, durante gli anni di maggior successo, il braccio produttivo della società Silvio Berlusconi Communications, che riuscì a stringere importanti accordi cinematografici con Paramount, CBS e Metro-Goldwyn-Mayer.
Nel 1995, Reteitalia e i suoi manager furono al centro di un'inchiesta giudiziaria riguardante potenziali irregolarità durante l'acquisto del 100% della Medusa Film, avvenuto nel 1987. Nel 1997 l'inchiesta si concluse con la condanna in primo grado di Berlusconi e Bernasconi; nel 2000 Berlusconi fu assolto in appello.
il 18 giugno 2002, dopo 24 anni di vita, la società venne smantellata, nell'ottica di un accorciamento del numero di aziende del gruppo Fininvest. Ciò che controllava venne affidato ad altre aziende del gruppo, come Finedim e Tuttorights Srl.

## Produzioni principali

### Programmi TV
- I sogni nel cassetto (1980)
- Ciak (1986)

### Film
- Bianca, regia di Nanni Moretti (1984)
- L'allenatore nel pallone, regia di Sergio Martino (1984)
- Ladies & Gentlemen, regia di Tonino Pulci (1984)
- Mezzo destro mezzo sinistro - 2 calciatori senza pallone, regia di Sergio Martino (1985)
- I pompieri, regia di Neri Parenti (1985)
- Il camorrista, regia di Giuseppe Tornatore (1986)
- Superfantozzi, regia di Neri Parenti (1986)
- Il commissario Lo Gatto, regia di Dino Risi (1986)
- Sposerò Simon Le Bon, regia di Carlo Cotti (1986)
- Via Montenapoleone, regia di Carlo Vanzina (1986)
- Roba da ricchi, regia di Sergio Corbucci (1987)
- Rimini Rimini, regia di Sergio Corbucci (1987)
- Caramelle da uno sconosciuto, regia di Franco Ferrini (1987)
- Mak π 100, regia di Antonio Bido (1987)
- Soldati - 365 all'alba (1987)
- I miei primi 40 anni, regia di Carlo Vanzina (1987)
- Sottozero, regia di Gian Luigi Polidoro (1987)
- Love Dream, regia di Charles Finch (1988)
- Angel Hill - L'ultima missione, regia di Ignazio Dolce (1988)
- Rimini Rimini - Un anno dopo (1988)
- La cintura, regia di Giuliana Gamba (1989)
- King of New York (1990)
- Il sole buio, regia di Damiano Damiani (1990)
- Caldo soffocante, regia di Giovanna Gagliardo (1991)
- Lucky Luke, regia di Terence Hill (1991)
- Hornsby e Rodriguez - Sfida criminale, regia di Umberto Lenzi (1992)
- I giardini dell'Eden, regia di Alessandro D'Alatri (1998)

### Serie TV
- Yesterday - Vacanze al mare (1985)
- Anastasia - L'ultima dei Romanov (1986)
- Ferragosto OK (1986)
- I ragazzi della 3ª C (1987)
- Professione vacanze (1987)
- Big Man (1988)
- Gli indifferenti (1988)
- I cinque del quinto piano (1988)
- Chiara e gli altri (1989)
- Classe di ferro (1989)
- College (1990)
- Fantaghirò (1991)
- I vicini di casa (1991)
- Lucky Luke (1992)
- Detective Extralarge (1993)

### Serie animate
- Riscopriamo le Americhe (1991)
- Le avventure di Super Mario (1991-1992)
- Sonic (1993-1994)
- Grandi uomini per grandi idee (1994)